# Lichid magnetic ionic
Un lichid magnetic ionic este un fluid magnetic constituit dintr-un lichid ionic care reacționează la acțiunea unui câmp magnetic extern. Un exemplu de astfel de lichid este cel descoperit de doi japonezi in 2004 pe bază de derivați de pirol și clorură ferică.